# Nationale Liga der Aderi
Die Nationale Liga der Aderi (amharisch የሐረሪ ብሔራዊ ሊግ englisch Hareri National League, Abkürzung HNL) war eine politische Partei in der Region Harar, einer kleinen autonomen Region in der Demokratischen Bundesrepublik Äthiopien.
Der Vorsitzende Murad Abdullahi war zugleich auch Präsident der Region Harar. Damit war die HNL gleichzeitig Regierungspartei in dieser ethnisch definierten Region. Am 1. Dezember 2019 schloss sie sich mit der regierenden Koalition Revolutionären Demokratischen Front der Äthiopischen Völker zur neuen Wohlstandspartei zusammen.

## Geschichte
Die Partei wurde am 25. August 1991 als regionaler Partner der Revolutionären Demokratischen Front der Äthiopischen Völker, der Parteienkoalition, die auf nationaler Ebene regiert, gegründet und am 26. Mai 1994 offiziell registriert.
Die Partei HNL feierte ihren zehnten Jahrestag der Gründung am 25. August 2001, damals noch unter der Führung des Vorsitzenden Fuad Ibrahim. Sie hielt ihren siebten Parteitag vom 30. November bis zum 1. Dezember 2008 ab, der von fast 500 Parteimitgliedern und anderen Sympathisanten begleitet und beobachtet wurde.
Bei den letzten allgemeinen legislativen Parlamentswahlen im Jahr 2005, am 15. Mai, wählte die Partei mit 0,3 % der Wählerstimmen den Kandidaten Merwan Bedri Mohammed als Repräsentanten des Heimatdistriktes in das Volksrepräsentantenhaus (Erste Kammer des Äthiopischen Parlaments) für die Region Harar. Bei den Wahlen zu den Regionalparlamenten im August des Jahres 2005 gewann die HNL insgesamt 18 der 36 Abgeordnetensitze in der regionalen Versammlung der Region Harar.